# Nhật Bản tại Thế vận hội
Nhật Bản tham dự Thế vận hội lần đầu tiên vào năm 1912, và đã góp mặt tại hầu hết các kỳ đại hội kể từ thời điểm đó. Quốc gia này không được mời tới Thế vận hội 1948 sau Đệ nhị Thế chiến, và từng tham gia tẩy chay Thế vận hội Mùa hè 1980 tại Moskva.
Nhật Bản giành những tấm huy chương Olympic đầu tiên vào năm 1920, và lần đầu chinh phục thành công các tấm huy chương vàng vào năm 1928. Các vận động viên (VĐV) Nhật Bản đã mang về tổng cộng 439 huy chương từ các kỳ Thế vận hội Mùa hè, trong đó đa số huy chương vàng thuộc môn judo. Nhật Bản có 58 huy chương tại Thế vận hội Mùa đông.
Ủy ban Olympic Nhật Bản được thành lập năm 1911 và được công nhận năm 1912.

## Các kỳ Thế vận hội Nhật Bản đã tổ chức
Nhật Bản đã 4 lần làm nước chủ nhà Olympic:
| Thế vận hội               | Thành phố đăng cai  |
| ------------------------- | ------------------- |
| Thế vận hội Mùa hè 1964   | Tokyo               |
| Thế vận hội Mùa đông 1972 | Sapporo, Hokkaidō   |
| Thế vận hội Mùa đông 1998 | Nagano, tỉnh Nagano |
| Thế vận hội Mùa hè 2020   | Tokyo               |

## Bảng huy chương
*Thế vận hội do Nhật Bản tổ chức nằm trong ô viền đỏ

### Huy chương tại các kỳ Thế vận hội Mùa hè
| Thế vận hội           | Số VĐV        | Vàng          | Bạc           | Đồng          | Tổng số       | Xếp thứ       |
| 1896–1908             | không tham dự | không tham dự | không tham dự | không tham dự | không tham dự | không tham dự |
| Stockholm 1912        | 2             | 0             | 0             | 0             | 0             | –             |
| Antwerpen 1920        | 15            | 0             | 2             | 0             | 2             | 17            |
| Paris 1924            | 19            | 0             | 0             | 1             | 1             | 23            |
| Amsterdam 1928        | 43            | 2             | 2             | 1             | 5             | 15            |
| Los Angeles 1932      | 131           | 7             | 7             | 4             | 18            | 5             |
| Berlin 1936           | 156           | 6             | 4             | 8             | 18            | 8             |
| Luân Đôn 1948         | không tham dự | không tham dự | không tham dự | không tham dự | không tham dự | không tham dự |
| Helsinki 1952         | 69            | 1             | 6             | 2             | 9             | 17            |
| Melbourne 1956        | 110           | 4             | 10            | 5             | 19            | 10            |
| Roma 1960             | 162           | 4             | 7             | 7             | 18            | 8             |
| Tokyo 1964            | 328           | 16            | 5             | 8             | 29            | 3             |
| Thành phố México 1968 | 171           | 11            | 7             | 7             | 25            | 3             |
| München 1972          | 184           | 13            | 8             | 8             | 29            | 5             |
| Montréal 1976         | 213           | 9             | 6             | 10            | 25            | 5             |
| Moskva 1980           | không tham dự | không tham dự | không tham dự | không tham dự | không tham dự | không tham dự |
| Los Angeles 1984      | 226           | 10            | 8             | 14            | 32            | 7             |
| Seoul 1988            | 255           | 4             | 3             | 7             | 14            | 14            |
| Barcelona 1992        | 256           | 3             | 8             | 11            | 22            | 17            |
| Atlanta 1996          | 306           | 3             | 6             | 5             | 14            | 23            |
| Sydney 2000           | 266           | 5             | 8             | 5             | 18            | 15            |
| Athens 2004           | 306           | 16            | 9             | 12            | 37            | 5             |
| Bắc Kinh 2008         | 332           | 9             | 7             | 9             | 25            | 8             |
| Luân Đôn 2012         | 295           | 7             | 14            | 17            | 38            | 11            |
| Rio de Janeiro 2016   | 338           | 12            | 8             | 21            | 41            | 6             |
| Tokyo 2020            | 552           | 27            | 14            | 17            | 58            | 3             |
| Paris 2024            | chưa diễn ra  | chưa diễn ra  | chưa diễn ra  | chưa diễn ra  | chưa diễn ra  | chưa diễn ra  |
| Los Angeles 2028      | chưa diễn ra  | chưa diễn ra  | chưa diễn ra  | chưa diễn ra  | chưa diễn ra  | chưa diễn ra  |
|                       | chưa diễn ra  |               |               |               |               |               |
| Tổng số               | Tổng số       | 169           | 150           | 178           | 497           | 9             |

### Huy chương tại các kỳ Thế vận hội Mùa đông
| Thế vận hội                 | Số VĐV        | Vàng          | Bạc           | Đồng          | Tổng số       | Xếp thứ       |
| Chamonix 1924               | không tham dự | không tham dự | không tham dự | không tham dự | không tham dự | không tham dự |
| St. Moritz 1928             | 6             | 0             | 0             | 0             | 0             | –             |
| Lake Placid 1932            | 16            | 0             | 0             | 0             | 0             | –             |
| Garmisch-Partenkirchen 1936 | 31            | 0             | 0             | 0             | 0             | –             |
| St. Moritz 1948             | không tham dự | không tham dự | không tham dự | không tham dự | không tham dự | không tham dự |
| Oslo 1952                   | 13            | 0             | 0             | 0             | 0             | –             |
| Cortina d'Ampezzo 1956      | 10            | 0             | 1             | 0             | 1             | 11            |
| Squaw Valley 1960           | 41            | 0             | 0             | 0             | 0             | –             |
| Innsbruck 1964              | 47            | 0             | 0             | 0             | 0             | –             |
| Grenoble 1968               | 61            | 0             | 0             | 0             | 0             | –             |
| Sapporo 1972                | 85            | 1             | 1             | 1             | 3             | 11            |
| Innsbruck 1976              | 58            | 0             | 0             | 0             | 0             | –             |
| Lake Placid 1980            | 50            | 0             | 1             | 0             | 1             | 15            |
| Sarajevo 1984               | 39            | 0             | 1             | 0             | 1             | 14            |
| Calgary 1988                | 48            | 0             | 0             | 1             | 1             | 16            |
| Albertville 1992            | 60            | 1             | 2             | 4             | 7             | 11            |
| Lillehammer 1994            | 59            | 1             | 2             | 2             | 5             | 11            |
| Nagano 1998                 | 156           | 5             | 1             | 4             | 10            | 7             |
| Thành phố Salt Lake 2002    | 103           | 0             | 1             | 1             | 2             | 21            |
| Torino 2006                 | 110           | 1             | 0             | 0             | 1             | 18            |
| Vancouver 2010              | 94            | 0             | 3             | 2             | 5             | 20            |
| Sochi 2014                  | 113           | 1             | 4             | 3             | 8             | 17            |
| Pyeongchang 2018            | 124           | 4             | 5             | 4             | 13            | 11            |
| Bắc Kinh 2022               | chưa diễn ra  | chưa diễn ra  | chưa diễn ra  | chưa diễn ra  | chưa diễn ra  | chưa diễn ra  |
| Milano–Cortina 2026         | chưa diễn ra  | chưa diễn ra  | chưa diễn ra  | chưa diễn ra  | chưa diễn ra  | chưa diễn ra  |
| Tổng số                     | Tổng số       | 14            | 22            | 22            | 58            | 17            |

### Huy chương theo môn (Thế vận hội Mùa hè)
| Môn thể thao         | Vàng | Bạc | Đồng | Tổng số |
| -------------------- | ---- | --- | ---- | ------- |
| Judo                 | 39   | 19  | 26   | 84      |
| Đấu vật              | 32   | 21  | 16   | 69      |
| Thể dục dụng cụ      | 31   | 33  | 34   | 98      |
| Bơi lội              | 22   | 26  | 32   | 80      |
| Điền kinh            | 7    | 9   | 9    | 25      |
| Bóng chuyền          | 3    | 3   | 3    | 9       |
| Cử tạ                | 2    | 3   | 9    | 14      |
| Quyền Anh            | 2    | 0   | 3    | 5       |
| Bắn súng             | 1    | 2   | 3    | 6       |
| Cầu lông             | 1    | 1   | 1    | 3       |
| Bóng mềm             | 1    | 1   | 1    | 3       |
| Đua ngựa             | 1    | 0   | 0    | 1       |
| Bơi nghệ thuật       | 0    | 4   | 10   | 14      |
| Bắn cung             | 0    | 3   | 2    | 5       |
| Bóng bàn             | 0    | 2   | 2    | 4       |
| Quần vợt             | 0    | 2   | 1    | 3       |
| Đấu kiếm             | 0    | 2   | 0    | 2       |
| Xe đạp               | 0    | 1   | 3    | 4       |
| Bóng chày            | 0    | 1   | 2    | 3       |
| Bóng đá              | 0    | 1   | 1    | 2       |
| Thuyền buồm          | 0    | 1   | 1    | 2       |
| Khúc côn cầu trên cỏ | 0    | 1   | 0    | 1       |
| Canoeing và kayaking | 0    | 0   | 1    | 1       |
| Taekwondo            | 0    | 0   | 1    | 1       |
| Tổng số (24 đơn vị)  | 142  | 136 | 161  | 439     |

### Huy chương theo môn (Thế vận hội Mùa đông)
| Môn thể thao                 | Vàng | Bạc | Đồng | Tổng số |
| ---------------------------- | ---- | --- | ---- | ------- |
| Trượt băng tốc độ            | 4    | 7   | 11   | 22      |
| Trượt tuyết nhảy xa          | 3    | 5   | 4    | 12      |
| Trượt băng nghệ thuật        | 3    | 3   | 1    | 7       |
| Hai môn phối hợp Bắc Âu      | 2    | 3   | 0    | 5       |
| Trượt tuyết tự do            | 1    | 0   | 3    | 4       |
| Trượt băng tốc độ cự ly ngắn | 1    | 0   | 2    | 3       |
| Trượt ván trên tuyết         | 0    | 3   | 1    | 4       |
| Trượt tuyết đổ đèo           | 0    | 1   | 0    | 1       |
| Bi đá trên băng              | 0    | 0   | 1    | 1       |
| Tổng số (9 đơn vị)           | 14   | 22  | 23   | 59      |

## Các VĐV cầm cờ cho đoàn tại các kỳ Olympic

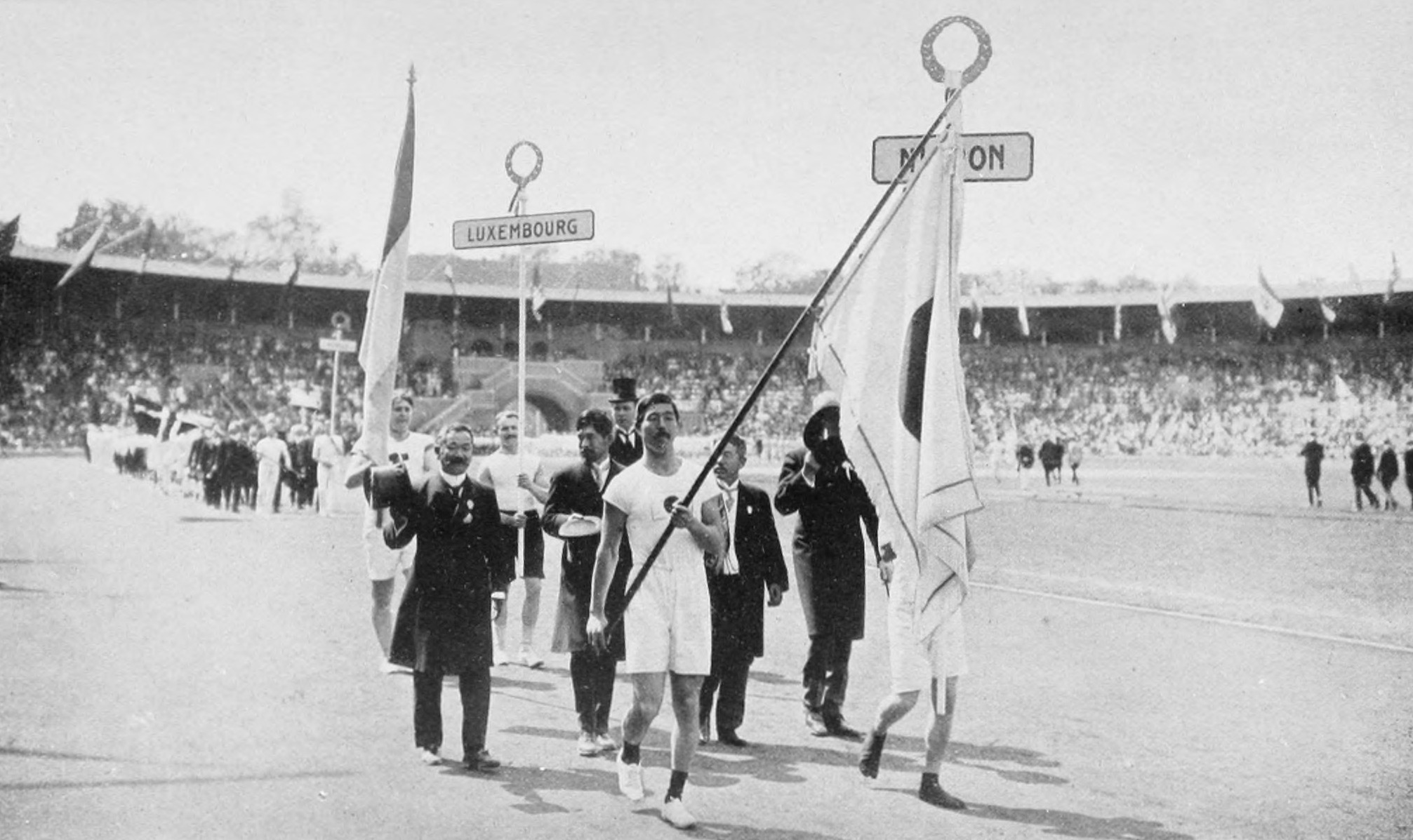
Nhật Bản tại Thế vận hội Mùa hè 1912

| Thế vận hội           | VĐV                 | Môn thi đấu     |
| --------------------- | ------------------- | --------------- |
| Stockholm 1912        | Mishima Yahiko      | Điền kinh       |
| Amsterdam 1928        | Nakazawa Yonetaro   | Điền kinh       |
| Los Angeles 1932      | Oda Mikio           | Điền kinh       |
| Berlin 1936           | Oshima Kenkichi     | Điền kinh       |
| Helsinki 1952         | Sawada Bunkichi     | Điền kinh       |
| Melbourne 1956        | Sasaharal Shozo     | Đấu vật         |
| Roma 1960             | Ono Takashi         | Thể dục dụng cụ |
| Tokyo 1964            | Fukui Makoto        | Bơi lội         |
| Thành phố México 1968 | Endo Yukio          | Thể dục dụng cụ |
| München 1972          | Shinomaki Masatoshi | Judo            |
| Montréal 1976         | Nekoda Katsutoshi   | Bóng chuyền     |
| Los Angeles 1984      | Murofushi Shigenobu | Điền kinh       |
| Seoul 1988            | Kotani Mikako       | Bơi nghệ thuật  |
| Barcelona 1992        | Nakada Kumi         | Bóng chuyền     |
| Atlanta 1996          | Tamura Ryoko        | Judo            |
| Sydney 2000           | Inoue Kosei         | Judo            |
| Athens 2004           | Hamaguchi Kyoko     | Đấu vật         |
| Bắc Kinh 2008         | Fukuhara Ai         | Bóng bàn        |
| Luân Đôn 2012         | Yoshida Saori       | Đấu vật         |
| Rio de Janeiro 2016   | Ushiro Keisuke      | Điền kinh       |

| Thế vận hội                 | VĐV                | Môn thi đấu                                    |
| --------------------------- | ------------------ | ---------------------------------------------- |
| St. Moritz 1928             | Takahashi Subaru   | Trượt tuyết băng đồng                          |
| Garmisch-Partenkirchen 1936 | Oimatsu Kazuyoshi  | Trượt băng nghệ thuật                          |
| Cortina d'Ampezzo 1956      | Yoshizawa Hiroshi  | Trượt tuyết nhảy xa và Hai môn phối hợp Bắc Âu |
| Squaw Valley 1960           | Ueno Junko         | Trượt băng nghệ thuật                          |
| Innsbruck 1964              | Kikuchi Sadao      | Trượt tuyết nhảy xa                            |
| Grenoble 1968               | Kaneiri Takaaki    | Khúc côn cầu trên băng                         |
| Sapporo 1972                | Mashiko Mineyuki   | Trượt tuyết nhảy xa                            |
| Innsbruck 1976              | Suzuki Masaki      | Trượt băng tốc độ                              |
| Lake Placid 1980            | Wakabayashi Osamu  | Khúc côn cầu trên băng                         |
| Sarajevo 1984               | Takahashi Tadayuki | Trượt băng nghệ thuật                          |
| Calgary 1988                | Hashimoto Seiko    | Trượt băng tốc độ                              |
| Albertville 1992            | Kawasaki Tsutomu   | Trượt băng tốc độ cự ly ngắn                   |
| Lillehammer 1994            | Mikata Reiichi     | Hai môn phối hợp Bắc Âu                        |
| Nagano 1998                 | Shimizu Hiroyasu   | Trượt băng tốc độ                              |
| Thành phố Salt Lake 2002    | Sanmiya Eriko      | Trượt băng tốc độ                              |
| Torino 2006                 | Kato Joji          | Trượt băng tốc độ                              |
| Vancouver 2010              | Okazaki Tomomi     | Trượt băng tốc độ                              |
| Sochi 2014                  | Ogasawara Ayumi    | Bi đá trên băng                                |
| Pyeongchang 2018            | Kasai Noriaki      | Trượt tuyết nhảy xa                            |